# Cameron Borthwick-Jackson
Cameron Jake Borthwick-Jackson (ur. 2 lutego 1997 w Manchesterze) – angielski piłkarz występujący na pozycji obrońcy.

## Kariera klubowa
Borthwick-Jackson jest wychowankiem Manchesteru United. Debiut w Premier League zaliczył 7 listopada 2015 wchodząc z ławki rezerwowych na ostatnie kilkanaście minut w spotkaniu z West Bromwich Albion. W całym sezonie 2015/2016 zaliczył w Premier League 10 występów, nie zdobywając żadnej bramki. W następnych dwóch sezonach był wypożyczany kolejno do Wolverhampton Wanderers i Leeds United.
| !Sezon  | Klub                                | Kraj   | Rozgrywki      | Mecze | Bramki |
| ------- | ----------------------------------- | ------ | -------------- | ----- | ------ |
| 2015/16 | Manchester United F.C.              | Anglia | Premier League | 10    | 0      |
| 2016/17 | Wolverhampton Wanderers F.C. (wyp.) | Anglia | Championship   | 6     | 0      |
| 2017/18 | Leeds United F.C. (wyp.)            | Anglia | Championship   | 1     | 0      |